# Weverson Leandro Oliveira Moura
Weverson Leandro Oliveira Moura, noto anche con lo pseudonimo di Leandro (Brasilia, 12 maggio 1993), è un calciatore brasiliano, centrocampista o attaccante del Monsoon.

## Carriera

### Club
Ha giocato nella prima divisione brasiliana con la maglia del Palmeiras.

### Nazionale
Nel 2013 con la nazionale Under-20 brasiliana ha partecipato al campionato sudamericano di calcio Under-20 2013, non superando però la prima fase.
Conta una presenza con la nazionale maggiore.

## Palmarès

### Club

#### Competizioni nazionali
- Campionato brasiliano di seconda divisione: 1

Palmeiras: 2013
- Supercoppa del Giappone: 1

Kashima Antlers: 2017
- Coppa J. League: 1

FC Tokyo: 2020

#### Competizioni internazionali
- AFC Champions League: 1

Kashima Antlers: 2018

### Individuale
- Miglior giocatore della Coppa J. League: 1

2020